# 联合国决议
联合国决议是由联合国所做出的正式决定。所有的联合国机构都可以做出决议，但是实际上只有联合国大会和联合国安理会发布决议。有关联合国决议的法律效力一直是法学界争论的焦点。
大多数法学家认为，联合国大会的大部分决议都不是强制性的：根据《联合国宪章》第十二条以及第十四条的说法，大会所通过的决议只是“建议”。但是对于联合国安理会的决议是否具有强制性，争议就比较多。《宪章》第二十五条规定“联合国会员国同意依宪章之规定接受并履行安全理事会之决议。”但是一些专家认为并不是所有的“决定”都是强制性的，而只是那些涉及《宪章》第七章所称的“和平之威胁、和平之破坏及侵略行为”的决议才是强制性的。而即使动用了第七章，仍然有些大国有能力无视决议做出违反的举动。